# Бжезінка (гміна Карчев)
Бжезінка (пол. Brzezinka) — село в Польщі, у гміні Карчев Отвоцького повіту Мазовецького воєводства.
Населення — 226 осіб (2011).
У 1975-1998 роках село належало до Варшавського воєводства.

## Демографія
Демографічна структура станом на 31 березня 2011 року:
|          | Загалом | Допрацездатний вік | Працездатний вік | Постпрацездатний вік |
| -------- | ------- | ------------------ | ---------------- | -------------------- |
| Чоловіки | 113     | 30                 | 67               | 16                   |
| Жінки    | 113     | 27                 | 59               | 27                   |
| Разом    | 226     | 57                 | 126              | 43                   |